# Травматичний шок
Травматичний шок — тяжкий, часом критичний для життєдіяльності, патологічний стан, котрий виникає при тяжких тілесних ушкодженнях, таких як переломи кісток, вогнепальні поранення, травми черева з пошкодженням внутрішніх органів тощо.
Супроводжується вираженими порушеннями функцій життєво важливих органів, насамперед кровообігу і дихання. Виникає унаслідок масивних пошкоджень, які супроводжуються кровотечами.
Сприятливими моментами до розвитку травматичного шоку є нервова та фізична втома, переляк, охолодження, наявність хронічних захворювань (туберкульоз, хвороби серця, обміну речовин тощо). Шок часто спостерігається у дітей, які погано переносять крововтрати, людей похилого віку, які дуже чутливі до больових подразників.
Травматичний шок може виникнути при пошкодженнях, які не супроводжуються великою крововтратою, особливо якщо травмовані найбільш чутливі, так звані рефлексогенні зони (грудна порожнина, череп, черевна порожнина, промежина).
Шок може виникнути відразу після травми, але можливий і пізній шок, через 2-4 години, частіше за все унаслідок неповного проведення протишокових заходів та його профілактики.

## Перебіг
Упродовж травматичного шоку виділяють дві фази.
- Перша фаза — еректильна — виникає у момент травмування. Внаслідок больових імпульсів, що йдуть від зони ураження, виникає різке збудження нервової системи, підвищується обмін речовин, у крові підвищується вміст адреналіну, прискорюється дихання, спостерігається спазм кровоносних судин, посилюється діяльність ендокринних залоз — гіпофізу, надниркових залоз. Ця фаза шоку дуже короткочасна та проявляється явним психомоторним збудженням.
- Захисні властивості організму швидко виснажуються, компенсаторні можливості вгасають та розвивається друга фаза — торпідна (фаза загальмованості). В цій фазі виникає пригнічення діяльності нервової системи, серця, легенів, печінки, нирок. Токсичні речовини, що накопичуються у крові, викликають параліч судин та капілярів. Знижується артеріальний тиск, надходження крові до органів різко зменшується, посилюється кисневе голодування, — усе це дуже швидко може привести до загибелі нервових клітин та смерті постраждалого.

Залежно від тяжкості перебігу торпідна фаза шоку поділяється на чотири ступеня.
- Шок І ступеню (легкий). Постраждалий блідий, свідомість ясна, іноді легка загальмованість, рефлекси знижені. Пульс прискорений, 90-100 ударів за хвилину, артеріальний тиск не нижче 100 мм рт.ст.
- Шок ІІ ступеню (середньої тяжкості). Виражена загальмованість, млявість, шкірні покриви та слизові оболонки бліді, акроціаноз. Шкіра вкрита липким потом, дихання прискорене та поверхневе. Зіниці розширені. Пульс 120—140 ударів за хвилину, артеріальний тиск 80-70 мм рт.ст.
- Шок ІІІ ступеню (тяжкий). Стан постраждалого тяжкий, свідомість збережена, але навколишніх він не сприймає, на больові подразники не реагує. Шкірні покриви землисто-сірого кольору вкриті холодним липким потом, виражена синюшність губ, носа та кінчиків пальців. Пульс ниткоподібний, 140—160 ударів за хвилину, артеріальний тиск менш ніж 70 мм рт.ст. Дихання поверхневе, часте, іноді зріджене. Можуть бути блювання, мимовільне сечовиділення та дефекація.
- Шок IV ступеню (преагонія або агонія). Свідомість відсутня. Пульс та артеріальний тиск не визначені. Тони серця дуже важко вислуховуються. Дихання агональне, по типу ковтання повітря.

## Консервативне лікування
Терапія шоку базується на точному клінічному діагнозі, ретельній оцінці загального стану хворого, ступеня і характеру патофізіологічних порушень.
1. Знеболення має бути швидким, ефективним і безпечним. При множинних переломах кісток необхідні новокаїнові блокади (30-40 мл 1 % розчину новокаїну або 1-2 % розчином лідокаїну). Потенціювання і продовження анальгезії досягається додаванням 96 % етилового спирту (1:10). Якщо новокаїнові блокади не повністю купірують біль або нездійснимі з тих або інших причин, потрібне внутрішньовенне введення анальгетиків. У більшості випадків знеболення досягається повільним внутрішньовенним введенням 2-10 міліграм морфіну у поєднанні з 0,5 мл 0,1 % розчину атропіну сульфату або нейролептиків (дроперидола 25 міліграм), фентанілу 0,1-0,2 міліграм, ненаркотичних анальгетиків при ретельному контролі дихання і гемодинаміки. Застосування наркотиків і анальгетиків неприпустимо при черепномозковій травмі через можливе посилення дихальної недостатності, а також при підозрі на ушкодження органів черевної порожнини.
2. Інфузійну терапію розпочинають зазвичай з введення розчинів кристалоїдів і колоїдів по 500—1000 мл, які створюють штучну гемодилюцію, нормалізують ОЦК, мікроциркуляцію, що підвищує віддачу О2 тканинам і відновлює порушений метаболізм. Дефіцит ОЦК у випадках масивної крововтрати, крім того, заповнюють іншими кровозамінниками і кров'ю. Кращими інфузійними засобами є препарати плазми крові (альбумін, протеїн) і перфторан.
3. Тільки при тяжкому шоці зі значною і швидкою крововтратою необхідно одночасно з декстраном вводити кров в співвідношенні 1:1. Якщо шок компенсований і Ht ≥ 0,3 л/л, гемотрансфузія не потрібна. Бракуючий об'єм можна відшкодовувати і сольовими розчинами. Основну частину передбачуваного дефіциту об'єму слід заповнити впродовж перших 2 годин.

## Перша допомога при шоці
Своєчасно надана перша медична допомога при тяжкій травмі, пораненні попереджує розвиток шоку. При шоку перша допомога тим ефективніша, чим раніше вона надається. Вона повинна бути спрямована перш за все на усунення причин шоку (зняття або зменшення болю, зупинка кровотечі, проведення заходів, які покращують дихання та серцеву діяльність та попереджують загальне охолодження).
Зменшення болю досягається наданням хворому або пошкодженій кінцівці положення, при якому менше умов для посилення болю, проведенням надійної іммобілізації ушкодженої частини тіла. Гостроту болю необхідно зменшити (при можливості) знеболювальними, снодійними та седативними засобами: анальгіном, амідопірином, настоєм валеріани, барбамілом, седалгіном, діазепамом (седуксеном), еленіумом, триоксазином і т. д.
За відсутності знеболювальних постраждалому можна дати випити небагато (20-30 мл) спирту, горілки, винаджерело?2017.12.12 (про це потрібно повідомити співробітників швидкої допомоги або стаціонару, куди буде доправлений хворий).
Під час бойових дій військовослужбовці спорядженні джгутом та індивідуальним шприцом-«антишоком» котрий закріплено переважно на корпусі[джерело?], з урахуванням доступу за ймовірної втрати працездатності єдиної з верхніх кінцівок. Склад препарату різниться, у залежності від стандартів конкретних ЗС, проте переважно містить опіоїдні анальгетики швидкої дії.[джерело?]
Боротьба з травматичним шоком при незупиненій кровотечі неефективна, тому необхідно якомога швидше зупинити кровотечу — застосувати пальцеве перетискання, накласти джгут, стискальну пов'язку та ін. При тяжкій крововтраті слід надати постраждалому положення, яке б покращувало кровопостачання до мозку — вкласти горизонтально або надати положення, при якому голова буде нижче тулуба. Для покращення дихання необхідно розшпилити одяг, що утруднює дихання, забезпечити (якщо необхідно) доступ свіжого повітря, надати постраждалому положення, яке б полегшувало дихання. Якщо є можливість, доцільно дати дати засіб, який тонізує діяльність серцево-судинної системи: 20-30 крапель лантозиду, 1-2 столові ложки мікстури Бєхтєрєва, 15-20 крапель (або 1 таблетку) адонізиду, 15-20 крапель настою конвалії або конвалієво-валеріанових крапель, корвалолу. Якщо дихання неможливе через пошкодження верхніх дихальних шляхів необхідно проводити конікотомію або конікопункцію.
Пораненого у шоковому стані слід зігріти, для чого його вкривають, дають багато пиття — гарячий чай, каву, воду (якщо немає підозри на пошкодження черевної порожнини).
Наступним найважливішим завданням першої допомоги є організація негайного транспортування постраждалого у стаціонар. Транспортування постраждалого у шоковому стані повинне бути вкрай обережним, щоб не спричинити йому нових больових відчуттів та не збільшити тяжкість шоку. Краще за все транспортувати у спеціальній реанімаційній машині, в якій можна проводити ефективні заходи, спрямовані на ліквідацію порушень з боку нервової системи та боротьбу з болем шляхом введення наркотиків — морфіну, омнопону, промедолу, наркозу закисом азота, проведення новокаїнових блокад та ін.
Основним лікуванням порушень кровообігу при шоку є поповнення об'єму циркулюючої крові (ОЦК). Поповнюють крововтрату шляхом введення кровозамінних рідин (поліглюкин, гемодез, желатиноль), переливанням крові, розчинів глюкози та ізотонічного розчину хлорида натрію. Ці заходи можуть бути розпочатими вже у реанімаційному автомобілі. Введення адреналіну, норадреналіну, мезатону при травматичному шоці недоцільно і навіть небезпечно, тому що, звужуючи судини, ці засоби, до поповнення об'єму крові, погіршують кровопостачання до мозку, серця, нирок та печінки[джерело?]. У реанімобілі є можливість боротися з порушеннями дихання, застосовуючи кисневу терапію, а в важких випадках — штучну вентиляцію легень.
У термінальних стадіях Т.шоку може стати необхідним проведення прийомів оживлення — масажу серця та штучного дихання (СЛР).
Слід пам'ятати, що шок легше попередити, ніж лікувати, тому при наданні першої допомоги травмованим необхідно виконувати 5 принципів профілактики шоку:
1. зменшення болю,
2. прийом чи введення всередину рідини,
3. зігрівання,
4. створення спокою та тиші навколо постраждалого,
5. обережне та правильне транспортування у лікувальний заклад.[1]